# روبرتو جاتو
روبرتو جاتو (بالإيطالية: Roberto Gatto)‏ هو عازف جاز وملحن وطبال إيطالي، ولد في 6 أكتوبر 1958 في روما في إيطاليا.

## وصلات خارجية
- روبرتو جاتو على موقع IMDb (الإنجليزية)
- روبرتو جاتو على موقع ميوزك برينز (الإنجليزية)
- روبرتو جاتو على موقع أول ميوزيك (الإنجليزية)
- روبرتو جاتو على موقع ديسكوغز (الإنجليزية)
- روبرتو جاتو على موقع قاعدة بيانات الفيلم (الإنجليزية)